# Liste der Einträge im National Register of Historic Places im Henderson County (Tennessee)

Lage des Henderson Countys in Tennessee

Die Liste der Einträge im National Register of Historic Places im Henderson County in Tennessee führt die Bauwerke und historischen Stätten im Henderson County auf, die in das National Register of Historic Places aufgenommen wurden.

## Derzeitige Einträge
| [ 2 ] | Name                            | Bild                            | Eintragsdatum        | Lage                                                                           | Ort                | Beschreibung |
| ----- | ------------------------------- | ------------------------------- | -------------------- | ------------------------------------------------------------------------------ | ------------------ | ------------ |
| 1     | Doe Creek School                |                                 | 2010 ID-Nr. 10000935 | Doe Creek Road, rund 800 m nördlich der Dyer Road 35° 28′ 11″ N, 88° 14′ 51″ W | Sardis             |              |
| 2     | Thompsie Edwards House          | Thompsie Edwards House          | 1983 ID-Nr. 83003039 | 113 Main Street 35° 38′ 53″ N, 88° 23′ 30″ W                                   | Lexington          |              |
| 3     | Montgomery High School          | Montgomery High School          | 2007 ID-Nr. 07000662 | Montgomery Avenue 35° 39′ 2″ N, 88° 23′ 58″ W                                  | Lexington          |              |
| 4     | Parker’s Crossroads Battlefield | Parker’s Crossroads Battlefield | 1999 ID-Nr. 97001550 | Rock Springs Road 35° 47′ 33″ N, 88° 23′ 40″ W                                 | Parkers Crossroads |              |